# Icogne
Icogne je obec ve švýcarském kantonu Valais. Leží v okrese Sierre v převážně frankofonní části kantonu. Žije zde 581 obyvatel.

## Geografie
Icogne leží v údolí řeky Lienne a na východě sousedí s obcí Lens. Na severozápadě obce se nachází vodní nádrž Lac de Tseuzier, z níž vytéká řeka Lienne. Na severovýchodě obec zasahuje do masivu Wildstrubel na ledovci Plaine-Morte-Gletscher.
Sousedními obcemi Icogne jsou Lenk (v kantonu Bern) na severu, Crans-Montana na severovýchodě, Lens na východě, Saint-Léonard na jihu a Ayent na západě.

## Historie

Icogne (1955)

První zmínka pod názvem Ucogni pochází z roku 1233. Ve středověku bylo Icogne podřízeno pánům de Granges, kteří postoupili feudální práva rodům d’Ayant, de la Tour a Albi. Na počátku 15. století tvořil I. součást vesnické komunity Lens, která patřila do okrsku (Zenden) Sierre. Jak však ukazuje dochovaný vesnický zákon z roku 1603, zachovávala si velkou volnost, zejména proto, že Lens, který se skládal z jednotlivých osad, neměl vlastní vesnickou správu. Navzdory ústavě Valais z roku 1802 a kantonálnímu nařízení z roku 1851, které stanovilo sjednocení vesnic do jedné obce, si Icogne dokázalo v 19. století vydobýt svou nezávislost a v roce 1905 se stalo samostatnou politickou obcí. Kaple postavená v roce 1678 a zasvěcená svatému Řehoři z Nazianzu byla po zemětřesení v roce 1946 přestavěna na jiném místě. Na pozemcích obce byly postaveny vodní elektrárny Lienne (1917) a Croix (1957), napájené z vodní nádrže Zeuzier. Dnes Icogne těží z turistického ruchu v oblasti Crans-Montana. S úpadkem horského zemědělství a rozvojem sektoru služeb se vyvinula v rezidenční obec.

## Obyvatelstvo

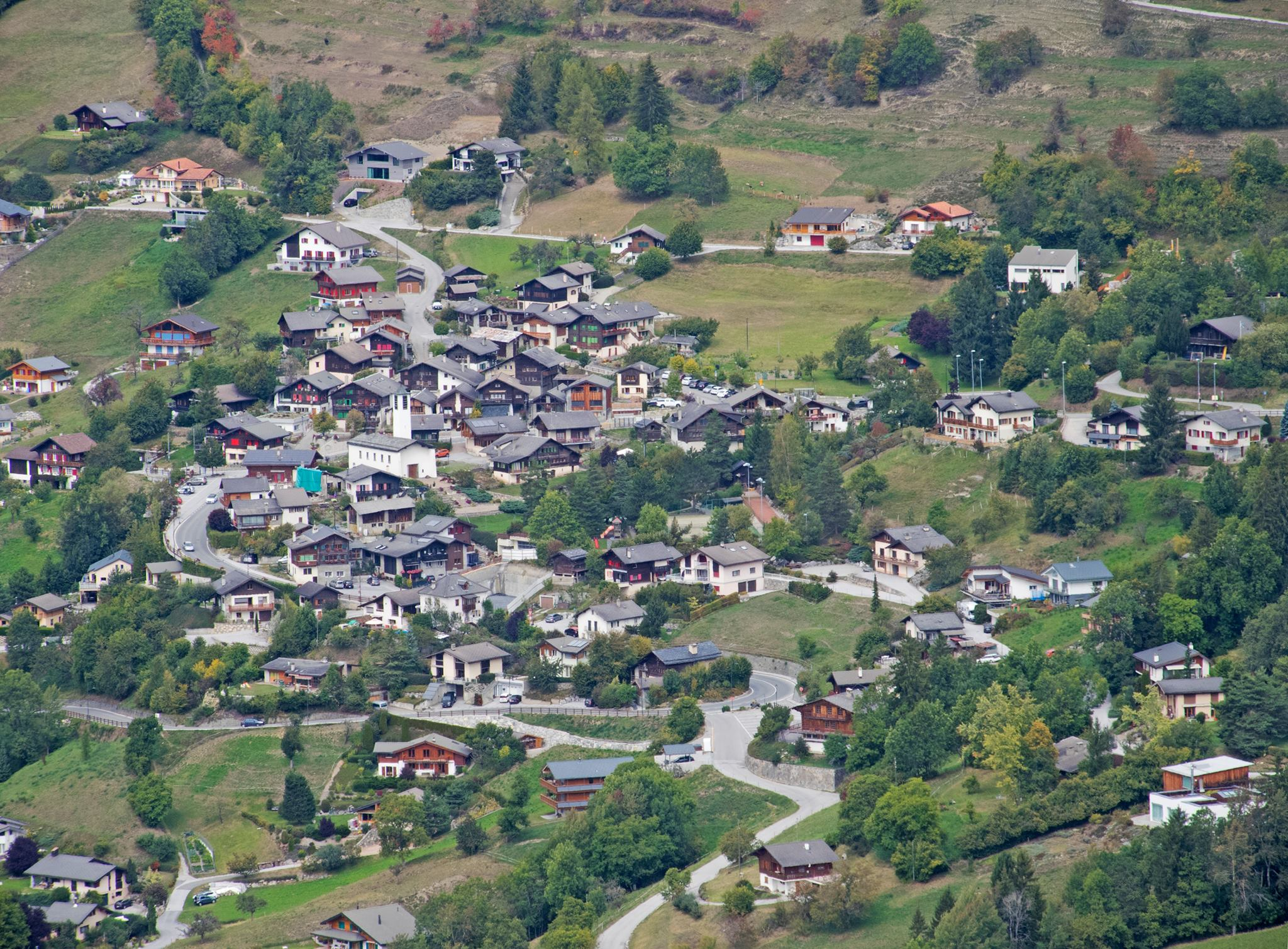
Pohled na centrum obce

| Rok            | 1687 | 1850 | 1910 | 1950 | 2000 | 2010 | 2012 | 2014 | 2016 |
| Počet obyvatel | 174  | 271  | 243  | 218  | 404  | 524  | 538  | 558  | 566  |

## Doprava
Obec nemá železniční spojení, nejbližší stanice v sousední obci Saint-Léonard leží na důležité Simplonské dráze, vedoucí ze Ženevy směrem na Milán. Obsluhují ji regionální vlaky Švýcarských spolkových drah (SBB). Dopravní obslužnost obce Icogne zajišťují žluté autobusy Postauto.
Do Icogne se lze dostat přes sjezdy č. 27 (Sion-Est) a 28 (Sierre-Ouest) na dálnici A9. Z nich pokračují do obce regionální silnice.